# Česnegić Milvanski
Obitelj Česnegić Milvanski (mađ. Milványi Cseszneky ili Cseszneky de Milvány) je mađarsko-hrvatska plemenitaška obitelj. Članovi obitelji Česnegić Milvanski su pripadali plemenu Cseszneky de genere Bana. 
Grof Julije Česnegić Milvanski (1914.-??), je bio hrvatski pukovnik i mađarski pjesnik.